# Tai-chi style Dongyue
Le style Dongyue est un style moderne de Taijiquan, né de la passion pour le wushu d'un couple de maîtres : Men Hui Feng et son épouse Kan Guixiang.

## Historique
Il est la synthèse de tous les styles de wushu (notamment de taijiquan) pratiqués par les professeurs Men Huifeng et Kan Guixiang.
Le Dongyue a été présenté par Men Huifeng, pour la première fois en Chine, au sommet de la montagne sacrée Tai Shan, le 1er janvier 2000 à l'aube. Plus de 160 pays avaient participé à cet événement où chacun présentait une activité spécifique de son pays. La Chine avait choisi le taijiquan, elle avait choisi Men Huifeng.
Par modestie, les professeurs n'avaient pas voulu donner leur nom à ce style. Alors, ils l'ont appelé en utilisant le qualificatif communément attribué à la montagne Taishan (Dongyue Taishan). C'est ainsi qu'est née l'appellation Dongyue Taijiquan.
Dongyue miao (东岳庙 / 東岳廟, dōngyuè miào, temple du pic de l'Est) est le nom du temple taoïste situé au sommet de Taishan.